# Condado de Międzychód
O powiat de Międzychód (polaco: powiat międzychodzki) é uma subdivisão administrativa da voivodia da Grande Polónia, na Polónia. A sede é a cidade de Międzychód. Estende-se por uma área de 736,66 km², com 36 332 habitantes, segundo o censo de 2005, com uma densidade de 49,32 hab/km².

## Divisões admistrativas
O condado possui:
Comunas urbana-rurais: Międzychód, Sieraków
Comunas rurais: Chrzypsko Wielkie, Kwilcz
Cidades: Międzychód, Sieraków

## Demografia
População (dados de 30 de Junho de 2005):
|          | Total   | Total | Mulheres | Mulheres | Homens  | Homens |
| -------- | ------- | ----- | -------- | -------- | ------- | ------ |
|          | pessoas | %     | pessoas  | %        | pessoas | %      |
| Total    | 36 332  | 100   | 18 458   | 50,8     | 17 874  | 49,2   |
| Cidades  | 16 905  | 100   | 8751     | 51,8     | 8154    | 48,2   |
| Povoados | 19 427  | 100   | 9707     | 50       | 9720    | 50     |